# Lista najwyższych budynków w Chicago
Chicago, trzecie co do wielkości miasto w Stanach Zjednoczonych, jest domem dla 1397 ukończonych wieżowców. Najwyższym budynkiem w mieście jest 110-piętrowa Willis Tower (znana również jako Sears Tower), która wznosi się na wysokość 442 m w dzielnicy Chicago Loop i została ukończona w 1974 roku. Sears Tower była najwyższym budynkiem na świecie po jej ukończeniu i pozostała najwyższym budynkiem w Stanach Zjednoczonych do 10 maja 2013 roku. Drugim, trzecim i czwartym najwyższym budynkiem w Chicago są odpowiednio Trump International Hotel and Tower, St. Regis Chicago i Aon Center. Spośród dziesięciu najwyższych budynków w Stanach Zjednoczonych dwa znajdują się w Chicago, a spośród piętnastu najwyższych budynków w Stanach Zjednoczonych pięć znajduje się tutaj. Chicago ma drugą co do wielkości panoramę miejską w Stanach Zjednoczonych po Nowym Jorku i przewodzi w kraju pod względem dwudziestu najwyższych wież zaprojektowanych przez kobiety na świecie, dzięki wkładowi Jeanne Gang i Natalie de Blois. Od grudnia 2019 roku w Chicago znajdowało się 125 budynków o wysokości co najmniej 150 m.

## Najwyższe budynki
Ta lista przedstawia ukończone wieżowce w Chicago, które mają co najmniej 190 metrów (623 ft) wysokości, według standardowego pomiaru wysokości. Poza centrum Chicago w stanie Illinois nie ma budynków przekraczających tę wysokość. Ta wysokość obejmuje iglice i detale architektoniczne, ale nie obejmuje anten. Znak równości (=) po rankingu oznacza tę samą wysokość między dwoma lub więcej budynkami. Kolumna "Rok" wskazuje rok ukończenia.
| Nr  | Nazwa budynku                       | Zdjęcie                                  | Wysokość m | Kondygnacje | Rok  | Współrzędne                                    | Notatki |
| --- | ----------------------------------- | ---------------------------------------- | ---------- | ----------- | ---- | ---------------------------------------------- | --- |
| 1   | Willis Tower                        |                                          | 442        | 108         | 1974 | 41°52′44″N 87°38′09″W/41,878889 -87,635833     | Dawniej znany jako Sears Tower, drapacz chmur znajdujący się w Chicago w stanie Illinois. Jest to trzeci najwyższy budynek w Stanach Zjednoczonych i 26. najwyższy na świecie. Od momentu jego ukończenia w 1974 roku do 1998 roku był najwyższym budynkiem na świecie. Pozostaje najwyższą konstrukcją w środkowych Stanach Zjednoczonych i najwyższym budynkiem wzniesionym w Chicago w latach 70.                                |
| 2   | Trump International Hotel and Tower |                                          | 423        | 98          | 2009 | 41°53′20″N 87°37′35″W/41,888889 -87,626389     | Budynek ten zajmuje siódme miejsce pod względem wysokości w Stanach Zjednoczonych. Jest to również najwyższy budynek wzniesiony w Chicago w pierwszej dekadzie XXI wieku. |
| 3   | St. Regis Chicago                   | St. Regis Chicago                        | 363        | 101         | 2020 | 41°53′13″N 87°37′03″W/41,886944 -87,617500     | Budynek, dawniej znany jako Wanda Vista Tower, jest 11. najwyższym budynkiem w Stanach Zjednoczonych i posiada tytuł najwyższego drapacza chmur na świecie zaprojektowanego przez kobietę. Jest to najnowszy superwysoki drapacz chmur w Chicago i najwyższy budynek wzniesiony w tym mieście w latach 20. XXI wieku. |
| 4   | Aon Center                          | 2006-06-07 840x1500 Chicago aon building | 346        | 83          | 1973 | 41°53′07″N 87°37′17″W/41,885278 -87,621389     | Budynek ten zajmuje dwunaste miejsce pod względem wysokości w Stanach Zjednoczonych. Wcześniej znany jako Standard Oil Building, był najwyższym budynkiem w Chicago, zanim został przewyższony przez Willis Tower. |
| 5   | 875 North Michigan Avenue           | Chicago (22332583569)                    | 344        | 100         | 1969 | 41°53′55,5″N 87°37′23,0″W/41,898750 -87,623056 | Budynek, dawniej znany jako John Hancock Center, zajmuje trzynaste miejsce pod względem wysokości w Stanach Zjednoczonych. W momencie ukończenia, był najwyższym budynkiem wzniesionym na świecie w latach 60. XX wieku. Jest to również pierwszy budynek poza Nowym Jorkiem, który osiągnął wysokość co najmniej 1000 stóp (305 metrów). Wcześniej był najwyższym budynkiem w Chicago, zanim został przewyższony przez Aon Center. |
| 6   | Franklin Center                     |                                          | 307        | 61          | 1989 | 41°52′49,5″N 87°38′05,0″W/41,880417 -87,634722 | Budynek, dawniej znany jako AT&T Corporate Center, zajmuje 27. miejsce pod względem wysokości w Stanach Zjednoczonych. Jest to najwyższy budynek wzniesiony w Chicago w latach 80. XX wieku. |
| 7   | Two Prudential Plaza                |                                          | 303        | 64          | 1990 | 41°53′08″N 87°37′22″W/41,885556 -87,622778     | Budynek ten zajmuje 30. pozycję wśród najwyższych budynków w Stanach Zjednoczonych. Jest to również najwyższy budynek wzniesiony w Chicago w latach 90. XX wieku. |
| 8   | One Chicago East Tower              |                                          | 296        | 78          | 2022 | 41°53′46,2″N 87°37′43,6″W/41,896167 -87,628778 | Budynek zajmuje 34. pozycję wśród najwyższych budynków w Stanach Zjednoczonych. |
| 9   | 311 South Wacker Drive              | 311 South Wacker Drive                   | 293        | 65          | 1990 | 41°52′39″N 87°38′08″W/41,877500 -87,635556     | Budynek ten zajmuje 37. pozycję wśród najwyższych budynków w Stanach Zjednoczonych. |
| 10  | NEMA Chicago                        | NEMA Chicago                             | 273        | 76          | 2019 | 41°52′01″N 87°37′23″W/41,866944 -87,623056     | Budynek jest najwyższym budynkiem mieszkalnym na wynajem w Chicago. Jest to również najwyższy budynek wzniesiony w tym mieście w latach 10. XXI wieku. |
| 11  | 900 North Michigan                  |                                          | 266        | 66          | 1989 | 41°53′59″N 87°37′30″W/41,899722 -87,625000     | [ 20 ] [ 21 ] |
| 12= | Aqua                                |                                          | 262        | 82          | 2009 | 41°53′11″N 87°37′12″W/41,886389 -87,620000     | Pierwszy drapacz chmur w Chicago, który zawiera hotel, apartamenty, mieszkania i powierzchnie handlowe |
| 12= | Water Tower Place                   |                                          | 262        | 74          | 1976 | 41°53′52,5″N 87°37′20,5″W/41,897917 -87,622361 | [ 24 ] [ 25 ] |
| 14  | Chase Tower                         |                                          | 259        | 60          | 1969 | 41°52′53,5″N 87°37′48,0″W/41,881528 -87,630000 | Znany również jako First National Plaza. Był najwyższym budynkiem w Chicago, zanim został przewyższony przez John Hancock Center |
| 15  | Park Tower                          |                                          | 257        | 67          | 2000 | 41°53′49,5″N 87°37′30,5″W/41,897083 -87,625139 | [ 28 ] [ 29 ] |
| 16  | One Bennett Park                    |                                          | 255        | 69          | 2018 | 41°53′29″N 87°36′56″W/41,891389 -87,615556     | [ 30 ] [ 31 ] [ 32 ] |
| 17  | Salesforce Tower Chicago            |                                          | 255        | 60          | 2023 | 41°53′15,4″N 87°38′15,7″W/41,887611 -87,637694 | Wcześniej znany jako Wolf Point South Tower. |
| 18  | The Legacy at Millennium Park       |                                          | 251        | 73          | 2010 | 41°52′53″N 87°37′32″W/41,881389 -87,625556     | [ 37 ] [ 38 ] |
| 19  | 110 North Wacker                    |                                          | 248        | 51          | 2020 | 41°53′01″N 87°38′15″W/41,883611 -87,637500     | [ 39 ] [ 40 ] [ 41 ] |
| 20  | 1000M                               |                                          | 245        | 73          | 2024 | 41°52′10,6″N 87°37′27,8″W/41,869611 -87,624389 | [ 42 ] [ 43 ] [ 44 ] [ 45 ] [ 46 ] |
| 21  | 300 North LaSalle                   |                                          | 239        | 60          | 2009 | 41°53′17,5″N 87°37′59,0″W/41,888194 -87,633056 | [ 47 ] [ 48 ] |
| 22  | Three First National Plaza          |                                          | 234        | 57          | 1981 | 41°52′56″N 87°37′50″W/41,882222 -87,630556     | [ 49 ] |
| 23  | Grant Thornton Tower                |                                          | 230        | 50          | 1992 | 41°53′05″N 87°37′50″W/41,884722 -87,630556     | [ 50 ] [ 51 ] |
| 24  | 150 North Riverside                 |                                          | 229        | 54          | 2017 | 41°53′04,1″N 87°38′20,6″W/41,884472 -87,639056 | [ 52 ] [ 53 ] [ 54 ] |
| 25  | Blue Cross Blue Shield Tower        |                                          | 227        | 57          | 2010 | 41°53′05″N 87°37′12″W/41,884722 -87,620000     | Pierwsza faza ukończona w 1997 roku. 24-piętrowa rozbudowa wertykalna ukończona w 2010 roku |
| 26  | River Point                         |                                          | 223        | 52          | 2017 | 41°53′09,3″N 87°38′21,8″W/41,885917 -87,639389 | [ 57 ] [ 58 ] [ 59 ] |
| 27  | Olympia Centre                      |                                          | 223        | 63          | 1986 | 41°53′47″N 87°37′24″W/41,896389 -87,623333     | [ 60 ] [ 61 ] |
| 28  | BMO Tower                           |                                          | 222        | 51          | 2022 | 41°52′38″N 87°38′26″W/41,877222 -87,640556     | [ 62 ] [ 63 ] [ 64 ] [ 65 ] [ 66 ] |
| 29  | One Museum Park                     |                                          | 221        | 62          | 2009 | 41°52′01,5″N 87°37′17,0″W/41,867083 -87,621389 | [ 67 ] [ 68 ] [ 69 ] |
| 30  | 330 North Wabash                    |                                          | 212        | 52          | 1973 | 41°53′19″N 87°37′39″W/41,888611 -87,627500     | Znany również jako budynek IBM. |
| 31  | Waldorf Astoria Chicago             |                                          | 209        | 60          | 2010 | 41°53′59″N 87°37′39″W/41,899722 -87,627500     | [ 73 ] [ 74 ] |
| 32  | 111 South Wacker                    |                                          | 208        | 51          | 2005 | 41°52′49,0″N 87°38′10,5″W/41,880278 -87,636250 | [ 75 ] [ 76 ] [ 77 ] |
| 33  | 181 West Madison Street             |                                          | 207        | 50          | 1990 | 41°52′53,5″N 87°38′00,0″W/41,881528 -87,633333 | [ 78 ] [ 79 ] |
| 34  | 71 South Wacker                     |                                          | 207        | 48          | 2005 | 41°52′51″N 87°38′10″W/41,880833 -87,636111     | [ 80 ] [ 81 ] [ 82 ] |
| 35  | One Magnificent Mile                |                                          | 205        | 57          | 1983 | 41°54′02″N 87°37′29″W/41,900556 -87,624722     | [ 83 ] [ 84 ] |
| 36  | 340 on the Park                     |                                          | 205        | 64          | 2007 | 41°53′05,5″N 87°37′08,0″W/41,884861 -87,618889 | [ 85 ] [ 86 ] [ 87 ] |
| 37= | 77 West Wacker Drive                |                                          | 204        | 49          | 1992 | 41°53′11,5″N 87°37′50,0″W/41,886528 -87,630556 | Dawniej znany jako United Building i R.R. Donnelley Building |
| 37= | Wolf Point East Tower               |                                          | 204        | 60          | 2020 | 41°53′15,0″N 87°38′12,4″W/41,887500 -87,636778 | [ 90 ] [ 91 ] [ 92 ] [ 93 ] |
| 39  | One North Wacker                    |                                          | 199        | 50          | 2001 | 41°52′56″N 87°38′10″W/41,882222 -87,636111     | Znany również jako UBS Tower. |
| 40  | Richard J. Daley Center             |                                          | 198        | 32          | 1965 | 41°53′02,5″N 87°37′49,0″W/41,884028 -87,630278 | Był najwyższym budynkiem w Chicago, zanim został przewyższony przez Chase Tower. |
| 41  | 55 East Erie Street                 |                                          | 197        | 56          | 2003 | 41°53′38″N 87°37′33″W/41,893889 -87,625833     | Drugi najwyższy budynek mieszkalny w Chicago. |
| 42= | Lake Point Tower                    |                                          | 197        | 70          | 1968 | 41°53′30″N 87°36′44″W/41,891667 -87,612222     | [ 103 ] [ 104 ] [ 105 ] |
| 42= | River East Center                   |                                          | 196        | 58          | 2001 | 41°53′29,0″N 87°37′05,5″W/41,891389 -87,618194 | [ 106 ] [ 107 ] |
| 44  | Grand Plaza I                       |                                          | 195        | 57          | 2003 | 41°53′31″N 87°37′43″W/41,891944 -87,628611     | [ 108 ] [ 109 ] [ 110 ] |
| 45  | 155 North Wacker                    |                                          | 195        | 45          | 2009 | 41°53′05,0″N 87°38′11,5″W/41,884722 -87,636528 | [ 111 ] [ 112 ] [ 113 ] |
| 46  | Leo Burnett Building                |                                          | 194        | 50          | 1989 | 41°53′11″N 87°37′45″W/41,886389 -87,629167     | [ 114 ] [ 115 ] [ 116 ] |
| 47  | The Heritage at Millennium Park     |                                          | 192        | 57          | 2005 | 41°53′03″N 87°37′32″W/41,884167 -87,625556     | [ 117 ] [ 118 ] [ 119 ] |
| 48  | OneEleven                           |                                          | 192        | 59          | 2014 | 41°53′12″N 87°37′52″W/41,886667 -87,631111     | [ 120 ] [ 121 ] [ 122 ] |
| 49  | NBC Tower                           |                                          | 191        | 37          | 1989 | 41°53′24″N 87°37′16″W/41,890000 -87,621111     | [ 123 ] [ 124 ] [ 125 ] |
| 50  | 353 North Clark                     |                                          | 190        | 44          | 2009 | 41°53′20″N 87°37′48″W/41,888889 -87,630000     | [ 126 ] [ 127 ] [ 128 ] |

## Chronologia najwyższych budynków
| Nazwa budynku                                 | Zdjęcie                                    | Lata, w których budynek był najwyższy | Wysokość m | Kondygnacje | Notatki                 |
| --------------------------------------------- | ------------------------------------------ | ------------------------------------- | ---------- | ----------- | ----------------------- |
| Katedra Najświętszego Imienia Jezus w Chicago | COLBERT(1871) p353 CHURCH OF THE HOLY NAME | 1854–1869                             | 75         | 1           | [ 129 ] [ 130 ]         |
| Kościół św. Michała w Chicago                 |                                            | 1869–1885                             | 88         | 1           | [ 131 ] [ 132 ]         |
| Budynek Giełdy Towarowej w Chicago\|          |                                            | 1885–1895                             | 98         | 10          | [ 133 ] [ 134 ]         |
| Masonic Temple                                |                                            | 1895                                  | 92         | 21          | [ 135 ] [ 136 ] [ 137 ] |
| Montgomery Ward                               |                                            | 1899–1922                             | 120        | 22          | [ 138 ] [ 139 ]         |
| Wrigley Building                              |                                            | 1922–1924                             | 134        | 30          | [ 140 ] [ 141 ]         |
| Chicago Temple Building                       | Chicago Temple Building5 (cropped)         | 1924–1930                             | 173        | 23          | [ 142 ]                 |
| Budynek Giełdy Towarowej w Chicago            |                                            | 1930–1965                             | 184        | 44          | [ 133 ] [ 134 ]         |
| Richard J. Daley Center                       |                                            | 1965–1969                             | 198        | 32          | [ 97 ] [ 98 ] [ 99 ]    |
| Chase Tower                                   |                                            | 1969                                  | 260        | 60          | [ 143 ] [ 26 ] [ 27 ]   |
| John Hancock Center                           | Chicago (22332583569)                      | 1969–1973                             | 344        | 100         | [ 144 ] [ 10 ] [ 145 ]  |
| Aon Center                                    | 2006-06-07 840x1500 Chicago aon building   | 1973–1974                             | 346        | 83          | [ 7 ] [ 8 ] [ 9 ]       |
| Willis Tower                                  |                                            | 1974–obecnie                          | 442        | 108         | [ 2 ] [ 3 ] [ 146 ]     |